# Sitakili
Sitakili ou Sitakilly est une localité et une commune rurale malienne de l'arrondissement central de Kéniéba dans la cercle de Kéniéba et la région de Kayes. 

## Géographie
La localité de Sitakily est située sur la route nationale RN 2 à 35 km au nord du chef-lieu de cercle Kéniéba. La commune rurale s'étend en rive droite de la Falémé, elle est frontalière du Sénégal à l'ouest.
| Missirah Sirimana | Dialafara |         |
| Saraya            | Sitakili  | Kassama |
|                   | Kéniéba   |         |

## Villages
La commune s'étend sur 15 localités relevées lors du recensement général de 2009. 
Les villages les plus peuplés sont :
- Tabakoto (9 895 habitants)
- Djidjian Kéniéba (7 742 habitants)
- Sitakilly (4 426 habitants)

En 2023, la loi 2023-007 attribue à la commune 14 villages, fractions ou quartiers.
- Sitakily
- Yatia Berela
- Linguékoto II
- Koffing
- Batama
- Sakolo
- Tabakoto
- Mouralia
- Sélonomata
- Diantiga
- Kambélé
- Djidjan Kéniéba
- Djibouria
- Dabara Dalaya

## Politique
En 2016, une liste commune : ADEMA, SADI, URD est présentée pour briguer la Mairie de Sitakily, suite au décès le 28 septembre 2020 de Fatamba Sissoko, Alfousseiny Sissoko devient maire.
| Année | Maire élu           | Parti politique   |
| ----- | ------------------- | ----------------- |
| 2004  | Alfousseiny Sissoko | Parena            |
| 2009  | Fawali Hawa Sissoko | Indépendant       |
| 2016  | Fatamba Sissoko     | Adéma             |
| 2020  | Alfousseiny Sissoko | SADI              |
| 2021  | M'Bemba Sissoko     | maire intérimaire |

## Cultes
- Grande mosquée de Sitakily

## Économie

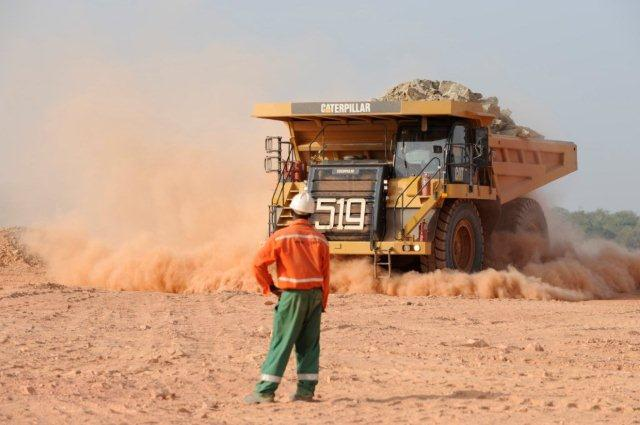
Mine de Loulo

La mine d’or de Loulo est inaugurée le 12 novembre 2005 dans le village du même nom, situé à l'est du territoire communal en rive droite de la Falémé. Avec une production annuelle estimée à sept tonnes d’or, cette mine, exploitée par la société Randgold, est l’une des plus importantes du continent africain.